# Alexandre Kafka
Alexandre Kafka (Prága, 1917. január 25. – Washington, 2007. november 28.) csehországi zsidó származású amerikai-brazil közgazdász.

## Élete
Az Osztrák–Magyar Monarchia részét képző Prágában született zsidó családba. Édesapja Bruno Kafka politikus, Franz Kafka másodunokatestvére volt. Genfben és Oxfordban tanult. Családjával 1940-ben menekült Brazíliába. 1956-ban Amerikába költözött.